# Correggio Hockey 2018-2019
Questa voce raccoglie le informazioni riguardanti il Correggio Hockey nelle competizioni ufficiali della stagione 2018-2019.

## Maglie e sponsor
| 1ª divisa | 2ª divisa |

## Organico

### Giocatori
Rosa e numerazione, tratte dal sito internet ufficiale della Federazione Italiana Sport Rotellistici, aggiornate alla stagione 2018-2019.
| N° | Naz.              | Ruolo | Sportivo           |  |  |  |
| -- | ----------------- | ----- | ------------------ |  |  |  |
| 2  | Italia (bandiera) | E     | Matteo Farina      |  |  |  |
| 5  | Italia (bandiera) | E     | Enrico Zucchiatti  |  |  |  |
| 7  | Italia (bandiera) | E     | Tommaso Marchesini |  |  |  |
| 10 | Italia (bandiera) | P     | Federico Ferrari   |  |  |  |
| 21 | Italia (bandiera) | E     | Pablo Andres Jara  |  |  |  |
| 23 | Italia (bandiera) | E     | Eugenio Sala       |  |  |  |
| 27 | Italia (bandiera) | P     | Simone Scaltriti   |  |  |  |
| 76 | Italia (bandiera) | E     | Gabriele Gavioli   |  |  |  |
| 85 | Italia (bandiera) | E     | Mirko Bertolucci   |  |  |  |
| 99 | Italia (bandiera) | E     | Peter Heimi        |  |  |  |

### Staff tecnico
- Allenatore:  Mirko Bertolucci
- Allenatore in seconda:
- Preparatore atletico:
- Meccanico: